# Dar Bel Amri (kommun)
Dar Bel Amri (franska: Dar Bel Amri (CR), Dar Bel Amri (Commune Rurale), arabiska: بومعيز) är en kommun i Marocko.   Den ligger i provinsen Sidi Slimane och regionen Rabat-Salé-Kénitra, 70 km öster om huvudstaden Rabat. Antalet invånare är 31 080.